# كورنيليوس إيدي
كورنيليوس إيدي (بالإنجليزية: Cornelius Eady)‏ هو كاتب وشاعر أمريكي، ولد في 7 يناير 1954 في روتشستر في الولايات المتحدة.

## وصلات خارجية
- كورنيليوس إيدي على موقع قاعدة بيانات برودواي على الإنترنت (الإنجليزية)